# Wsewolod Petrowitsch Saderazki

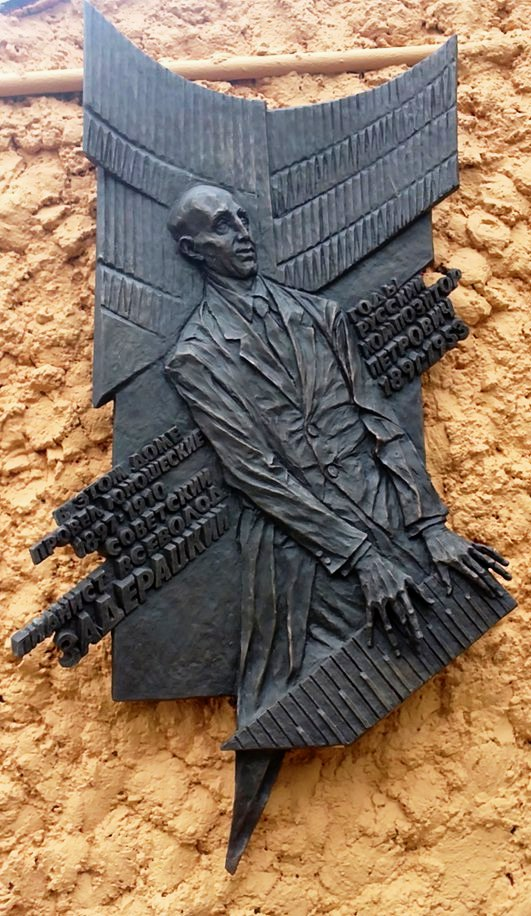
Die 2015 installierte Gedenktafel für Wsewolod Petrowitsch Saderazki in Kursk

Wsewolod Petrowitsch Saderazki (russisch Всеволод Петрович Задерацкий, wiss. Transliteration Vsevolod Petrovič Zaderackij; * 21. Dezember 1891 in Riwne, Russisches Kaiserreich; † 1. Februar 1953 in Lwow, UdSSR) war ein ukrainisch-russischer Komponist und Pianist.

## Leben
Saderazki stammte aus einer russischen Adelsfamilie. Nachdem er die Schule in Kursk abgeschlossen hatte, studierte er am Moskauer Konservatorium. 1915 wurde er der Klavierlehrer des Zarensohns und Thronfolgers Alexei Romanow in Sankt Petersburg und unterrichtete diesen etwa zwei Jahre lang. 1916 musste er sein Studium unterbrechen, da er in die Kaiserlich Russische Armee einberufen wurde und dort im Russischen Bürgerkrieg von 1918 bis 1920 unter dem Befehl von Anton Denikin kämpfte. Danach setzte er sein Studium am Konservatorium fort und schloss es 1923 ab. Zu seinen Lehrern gehörten unter anderem Sergei Tanejew und Michail Ippolitow-Iwanow. Mit Alexander Skrjabin pflegte er eine Freundschaft.
Ab der Mitte der 1920er Jahre lebte er in Rjasan, wo als Pianist viele Konzerte gab. 1926 wurde er verhaftet und alle seine Kompositionen wurden zerstört. 1929 bekam er die Genehmigung wieder in Moskau zu leben, wo er sich der Assoziation für zeitgenössische Musik (ACM) anschloss. Mitglieder waren unter anderem auch Dmitri Schostakowitsch und Alexander Mossolow. Ab 1932 wurde die ACM massiv von den Kommunisten unterdrückt und schließlich verboten. 1934 wurde Saderazki nach Jaroslawl geschickt, wo er im März 1937 zum dritten Mal als „Volksfeind“ gefangen genommen wurde. Daraufhin wurde er in ein Gulag-Lager in Sibirien gesperrt. Im Juli 1939 wurde er aus dem Gulag entlassen und konnte wieder nach Jaroslawl zurück.
Zu Beginn des Zweiten Weltkrieges wurden er und seine Familie evakuiert und nach Kasachstan geschickt. Ab 1945 lebte er in Schytomyr und kehrte später wieder nach Jaroslawl zurück. Seit 1949 wohnte er in Lemberg, wo er am dortigen Konservatorium unterrichtete und nach seinem Tod auf dem Lytschakiwski-Friedhof bestattet wurde.

## Repressionen in der UdSSR
In der Zeit der Sowjetunion wurde Saderazki aufgrund seiner adligen Herkunft und seiner früheren Verbindungen zum Zarenhaus massiv unterdrückt und verfolgt. Zum einen war er der Klavierlehrer des Thronfolgers gewesen, zum anderen hatte er im russischen Bürgerkrieg in der zarentreuen Weißen Armee gedient, wo er von der Roten Armee gefangen genommen wurde.
Seit dem Großen Terror (1936–1938) durfte er nur noch in Provinzstädten leben, die von großen Metropolen mindestens 100 km entfernt sein mussten. Mehrere Male wurde der Komponist verhaftet und in Gulag-Lager gesteckt. Auch in Zeiten, in denen er frei war und arbeiten durfte, bestand ein völliges Aufführungsverbot seiner Musik. Bemerkenswert ist, dass er trotzdem weiter komponiert hat und ein, trotz aller widrigen Umstände, umfangreiches Werk geschaffen hat.
Beispielhaft für die schweren Lebensumstände sind die 24 Präludien für Klavier. Der Zyklus entstand in Anlehnung an den Zyklus Schostakowitschs zwischen 1937 und 1938, als Saderazki im Gulag gefangen saß. Da die Gefangenen kein Papier und sonstiges Schreibmaterial besitzen durften, musste er zwei Stunden Musik auf gebrauchten Telegrafformularen komponieren, die er von den Wärtern bekommen hatte. Ein Klavier hatte er nicht zur Verfügung.

## Werke (Auswahl)
- 2 Opern:
  - Die Nase (verschollen)
  - Blut und Kohle (verschollen)
  - Die Witwe aus Valencia nach dem Theaterstück von Lope de Vega (um 1934)
- Soya. Oratorium nach dem Gedicht von Margarita Iossifowna Aliger
- Oktober. Oratorium (unvollendet)
- Sinfonie „Fundament“
- Lyrische Sinfonietta (1932)
- Die Fabrik. Sinfonisches Bild
- Violinkonzert
- Domrakonzert
- Sinfonie c-Moll
- über 300 Lieder und Romanzen
- Klavierstücke, darunter: 24 Präludien

## Diskographie
- Preludes: Shostakovich, Zaderatsky von Jascha Nemtsov.
- Songs – Zaderatsky, Arthur Lourié, Shostakovich von Verena Rein und Jascha Nemtsov.
- Anthology of Piano Music by Russian and Soviet Composers (Vol. 1, CD 3).
- 24 Preludes & Fugues (2 CDs) von Jascha Nemtsov.
- Anthologie Legends. 5 CDs mit Klavierwerken von Vsevolod Zaderatsky: 24 Präludien und Fugen, Suiten Heimat und Front, 24 Präludien, Zyklen Das Album der Miniaturen, Porzellantassen, Mikroben der Lyrik und Legenden, Sonaten Nr. 1 und 2, Sonate f-moll von Jascha Nemtsov.